# Basket Bari
Il Basket Bari è stata una società italiana di pallacanestro con sede a Bari.
Ha disputato sette stagioni in Serie A1 e un'edizione di Coppa Ronchetti.

## Cronistoria
| Cronistoria del Basket Bari |
| --- |
| - 1987-1988 · Viscosud, 1ª nel Girone B di Serie A2, vince i play-off, promossa in Serie A1. - 1988-1989 · Italmeco, 11ª in Serie A1. - 1989-1990 · Italmeco, 9ª in Serie A1, Quarti di finale di Coppa Ronchetti. - 1990-1991 · Italmeco, 8ª in Serie A1, quarti di finale play-off. - 1991-1992 · Sita, 12ª in Serie A1. - 1992-1993 · Ve.Me., 13ª in Serie A1. - 1993-1994 · 14ª in Serie A1, retrocessa in Serie A1 Poule B. - 1994-1995 · 14ª in Serie A1 Poule B, retrocessa in Serie A2. - 1995-1996 · - 1996-1997 · Ambra, 4ª nel Girone B di Serie A2 d'Eccellenza, 6ª in Poule Promozione. - 1997-1998 · Pasta Ambra, 3ª in Serie A2 d'Eccellenza, promossa in Serie A1. - 1998-1999 · Ambra, 14ª in Serie A1, retrocessa in Serie A2, rinuncia all'iscrizione. |